# Martin Tomczyk
Martin Tomczyk, född den 7 december 1981 är en tysk professionell racerförare och fabriksförare för BMW Motorsport i WEC.
Tomczyk har tidigare kört för Audi Sport i DTM. Han tog sin första vinst i Barcelona 2006 och blev mästare 2011.
Efter sin mästerskapstitel skrev han på för BMW Motorsport inför 2012, när märket återvände till DTM efter 20 års frånvaro.
Han avslutade sin DTM-karriär efter säsongen 2016 för att fokusera på BMW:s satsning på WEC.